# Disertační práce

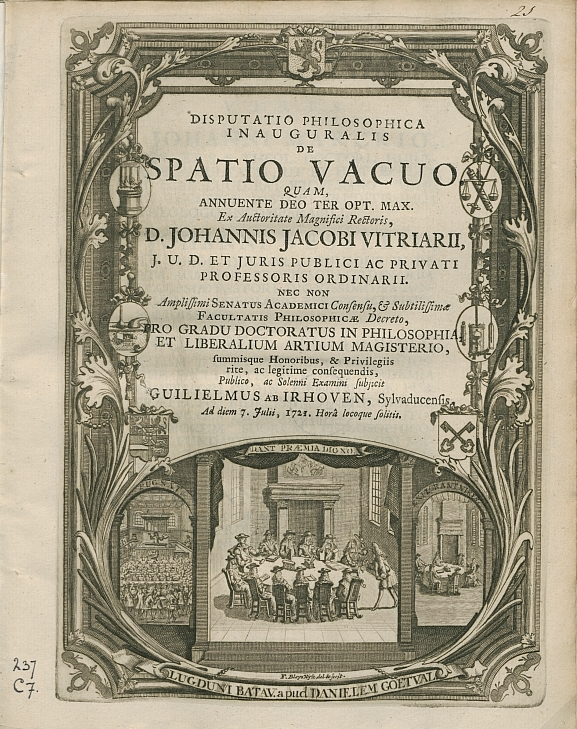
Obálka knihy z roku 1721 zachycuje promoce doktorského stupně studia na Univerzitě v Leidenu, Nizozemí. Vlevo a vpravo jsou symboly jednotlivých tehdejších fakult univerzity: teologické,filozofické, právnické a lékařské a dále symboly samotného města Leiden

Disertační práce (hovorově též disertačka, angl. dissertation thesis, či disertace, angl. dissertation) je typ školní práce, kterou obhajují studenti na univerzitních vysokých školách (univerzitách). Jde o obsáhlou práci (tzv. závěrečnou, nebo kvalifikační), která by měla být na odborné úrovni (vědecká práce), a jejíž úspěšná obhajoba je pro studenta jednou z podmínek pro řádné ukončení studia v doktorském studijním programu (doktor – Ph.D.).
Studium se tak řádně ukončuje státní doktorskou zkouškou (SDZ) a právě veřejnou obhajobou disertační práce. „Doktorskou prací“ se obvykle rozumí právě disertační práce, nicméně někdy tím může být myšlena rigorózní práce.
Na rozdíl od rigorózní práce by měla být disertační práce rozsáhlejší a vědecky hodnotnější. Disertace je zpravidla výsledkem řešení konkrétního vědeckého a výzkumného úkolu. Většinou několikaletou tvorbu disertace zpravidla vede a dozoruje školitel studenta v doktorském programu (doktoranda), rovněž je tato práce spjata s oponenturou.
Od disertační práce se očekávají nové – originální a dosud nepublikované – poznatky. Dle českého vysokoškolského zákona disertační práce „musí obsahovat původní a uveřejněné výsledky nebo výsledky přijaté k uveřejnění.“
(Doktorskou) disertační práci, resp. tedy disertaci, také v současnosti obhajují uchazeči o „vyšší doktorát“ – doktorát věd (DSc., jde o titul udělovaný AV ČR).

## Historie
Disertace byla vedle složení ústní rigorózní zkoušky až do roku 1953 vědeckým pojednáním nutným k získání titulu doktora teologie, filozofie, zvěrolékařství, zemědělství, přírodních, technických či obchodních věd. Naopak pro dosažení titulů doktora práv a medicíny její obhajoba potřeba nebyla. Disertační práce se pak vrátila do vysokoškolského zákona roku 1990, kdy byla její obhajoba, opět vedle složení ústní rigorózní zkoušky, nutná k získání titulu doktora (Dr.) – v této době šlo ze zákona o tzv. postgraduální studium (to se následně po Boloňském procesu přeměnilo na doktorský studijní program – doktor, ve zkratce Ph.D.). Student měl její obhajobou prokázat schopnost samostatně vědecky pracovat.
Mezi lety 1953 až 1990 byla kandidátská (disertační) práce spjata s tzv. vědeckou aspiranturou – kandidát věd (CSc.), což byla nižší vědecká hodnost, udělovala se též vyšší vědecká hodnost doktor věd (DrSc.), ta byla spjata s následnou obhajobou doktorské (disertační) práce.
V současnosti je veřejná obhajoba disertační práce tedy rovněž spjata s doktorátem (tzv. velkým doktorátem), obhajoba práce není součástí SDZ, ale bývá oddělena. Doktorské studium je zaměřeno akademicky (na rozdíl od magisterského či bakalářského studia). Dle českého vysokoškolského zákona disertační práce tak v současnosti „musí obsahovat původní a uveřejněné výsledky nebo výsledky přijaté k uveřejnění.“

## Náležitosti
Orientačně lze uvést, že disertační práce je obecně rozsáhlejší než rigorózní práce. SDZ a obhajobou disertace by se měla dle zákona prokazovat „schopnost a připravenost k samostatné činnosti v oblasti výzkumu nebo vývoje nebo k samostatné teoretické a tvůrčí umělecké činnosti.“ Pro orientaci lze uvést, že standardní rozsah disertační práce je zpravidla minimálně 120 normostran (bez příloh) a práce by neměla přesáhnout 250 normostran, což může být příklad z oblasti společenských věd. V jiném případě je požadován minimální rozsah disertační práce alespoň 150 stran (nejméně však 261 000 znaků včetně mezer), což je např. uváděno pro oblast práva. V jiných případech – v oblasti techniky – například nemusí být minimální rozsah explicitně stanoven, případně je jako minimální uváděn rozsah menší než u předchozích (např. alespoň 60 stran). Pro disertaci z oblasti lékařství může být standardní rozsah práce opět požadován jiný, kupř. pro orientaci se uvádí 60–80 stran. Pro zajímavost lze uvést, že velmi rozsáhlé disertace někdy vznikají např. z oboru imunologie (běžně stovky stran). Konkrétní podmínky vypracování disertační práce si každá vysoká škola univerzitního typu stanoví sama, a to vzhledem k příslušné oblasti; minimální a maximální rozsah a další náležitosti práce jsou zpravidla upraveny příslušným vnitřním předpisem příslušné univerzity, resp. fakulty.
Student v doktorském studijním programu (tzv. Ph.D. student, doktorand), pokud se jedná o nositele titulu magistr (Mgr.), může v některých případech požádat o to, aby mu byla disertační práce rovněž uznána i jako rigorózní práce, podrobnosti většinou upravuje statut dané univerzity (kupř. pokyn rektora atp.).
Tvorbu této vědecké práce zpravidla vede a dozoruje školitel doktoranda, který v tomto třetím cyklu, tedy nejvyšším stupni vysokoškolského studia, plní i další funkce než pouze funkci vedoucího práce, rovněž je tato kvalifikační práce spjata s oponenturou.
Doktorand má vždy absolvovánu vysokou školu, má za sebou několikaletou vědeckou přípravu včetně vědeckých článků (blíže: impaktovaný časopis, impakt faktor), tedy se očekává, že uvedená práce bude na odpovídající – vědecké – úrovni, resp. že bude přínosem pro daný obor.
Student, který pracuje na disertační práci, se někdy nazývá disertant. Studenti někdy opisují, tzv. plagiátorství, přitom použití části, případně i celého cizího díla možné je, základem bývá uvést zdroj, je také třeba dodržovat pravidla včetně bibliografických citací. Někdy si též nechávají zhotovovat části, nebo i celou práci, od někoho jiného, čili zneužije principů ghostwritingu, a to zpravidla za úplatu, např. od kamaráda, firmy, nebo i rodiny, či jiné osoby, která si takto přivydělává atp., takovéto zhotovování práce pak postrádá onen původně zamýšlený účel.
Je třeba zdůraznit, že uváděné je pouze ilustrativní, respektive pouze pro orientaci. V podstatě lze uvést, že teoreticky většinou stačí po celém světě pro disertaci, práci spjatou s Ph.D., třeba i jen pár stran, pokud kupř. uvedené matematické rovnice splňují požadované podmínky nebo lépe řečeno, pokud kupř. jsou nějakým způsobem přelomové.

## Školitel a oponentura
Školitel v tomto cyklu studia – tedy uchazeče o doktorát – neplní pouze úlohu vedoucího práce (kupř. v semináři), ale zpravidla dozoruje celé jeho studium a jeho odbornou a vědeckou přípravu, a to právě zejména včetně disertace. Je to zpravidla vysokoškolský učitel, akademický pracovník, který doktoranda při práci vede. Školitelem bývá zpravidla docent, nebo profesor, případně to může být též uznávaný odborník (např. doktor věd). V některých případech může být přidělen též školitel-specialista. Školitel dohlíží též na to, aby práce splňovala příslušné formální i obsahové požadavky; zejména však, aby přinášela patřičné výsledky. Zpracovává též posudek.
Oponenty mohou být typicky jiní akademičtí pracovníci – odborníci v dané oblasti, většinou to nebývá jeden oponent, ale kupř. 2–3, rovněž zpravidla zpracovávají posudky.

## Obhajoba
Obhajoba není součástí SDZ a je dle zákona veřejná. K obhajobě disertace většinou může doktorand přistoupit až po řádném složení SDZ a splnění svých studijních povinností daných ISP (individuální studijní plán). Obhajobě může předcházet tzv. malá obhajoba (interní obhajoba), která může být např. před pracovištěm, kde doktorand působí, výsledek pak může mít např. doporučující charakter. Obhajoby se typicky mohou konat v průběhu celého akademického roku, uvedené bývá velmi individuální.
Členové komise zpravidla dostávají možnost se předem seznámit s prací samotnou i s uvedenými posudky. Činnost komise zpravidla řídí její předseda. Komise pak během obhajoby hodnotí práci na tomto základě. Rozhodující je pak obhajoba, tedy obecně i dobře zpracovaná práce samotná nemusí být nakonec před komisí obhájena a naopak i špatná práce samotná může nakonec před komisí skončit úspěšnou obhajobou. Komise se po skončení obhajoby o konečném hodnocení většinou tajně radí a usnáší, přičemž rozhodnujícím je pak její konečné stanovisko.
Průběh obhajoby bývá různý, zpravidla záleží na zvyklostech a předpisech dané instituce, rovněž na daném oboru. Někde například může doktoranda uvádět jeho školitel, který nejprve seznamuje komisi s průběhem jeho studia a s dalšími detaily disertace. Jinde může být pro komisi klíčová rozprava doktoranda s oponenty, resp. vypořádání se s případnými problémy. V jiných případech může obhajoba začínat např. 20minutovou úvodní prezentací od doktoranda atp. Uvedené bývá velmi individuální.
Některé vysoké školy (např. Masarykova univerzita) též doporučují či umožňují, pokud má student zájem, tak může po obhajobě své práce též odevzdat, resp. vkládat, i opravenou verzi své práce, a to typicky na základě problémů či chyb uvedených oponentem či členy komise, a to aby pak případně čtenář nemusel zbytečně číst práci s chybami (archivují se pak obě verze).